# Österreichische Alpine Skimeisterschaften 2013
Die Österreichischen Alpinen Skimeisterschaften 2013 fanden von 20. März bis 8. April 2013 im Tiroler Pitztal statt. Ursprünglich sollten sämtliche Rennen am Pitztaler Gletscher stattfinden, prognostizierte Neuschneemengen zwangen die Veranstalter jedoch, die Technikrennen und Super-G nach Jerzens zu verlegen. Die Super-Kombinationen konnten wie bereits im Vorjahr nicht stattfinden. Die Rennen waren zumeist international besetzt, um die Österreichische Meisterschaft fuhren jedoch nur die österreichischen Teilnehmer.

## Herren

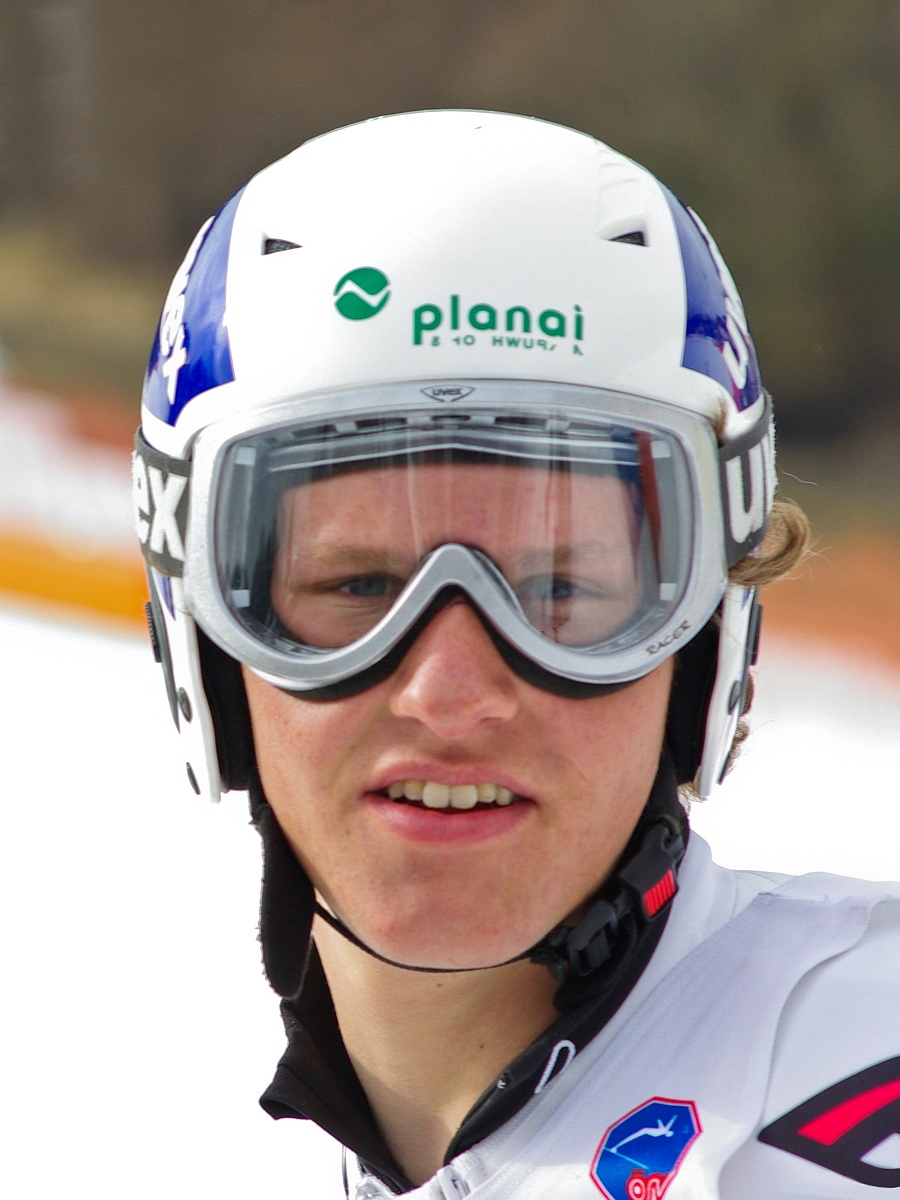
Johannes Kröll gewann in der Abfahrt seinen ersten Staatsmeistertitel.

### Abfahrt
| Platz | Name                    | Zeit        |
| ----- | ----------------------- | ----------- |
| 01    | Johannes Kröll          | 1:38,46 min |
| 02    | Max Franz               | 1:38,90 min |
| 03    | Vincent Kriechmayr      | 1:39,26 min |
| 04    | Mario Karelly           | 1:39,54 min |
| 05    | Thomas Mayrpeter        | 1:39,78 min |
| 06    | Marc Gisin (SUI)        | 1:39,83 min |
| 07    | Boštjan Kline (SLO)     | 1:40,02 min |
| 08    | Christian Spescha (SUI) | 1:40,11 min |
| 09    | Daniel Hemetsberger     | 1:40,31 min |
| 10    | Clemens Nocker          | 1:40,62 min |

Datum: 8. April 2013

Ort: St. Leonhard im Pitztal

Piste: Pitztaler Gletscher

Tore: 38

### Super-G
| Platz | Name               | Zeit        |
| ----- | ------------------ | ----------- |
| 01    | Romed Baumann      | 1:06,51 min |
| 02    | Vincent Kriechmayr | 1:06,73 min |
| 03    | Christian Walder   | 1:06,80 min |
| 04    | Niklas Köck        | 1:06,86 min |
| 05    | Matthias Mayer     | 1:06,92 min |
| 06    | Markus Dürager     | 1:07,16 min |
| 07    | Georg Streitberger | 1:07,25 min |
| 08    | Hannes Reichelt    | 1:07,29 min |
| 09    | Otmar Striedinger  | 1:07,37 min |
| 10    | Florian Scheiber   | 1:07,47 min |

Datum: 22. März 2013

Ort: Jerzens

Tore: 34

### Riesenslalom

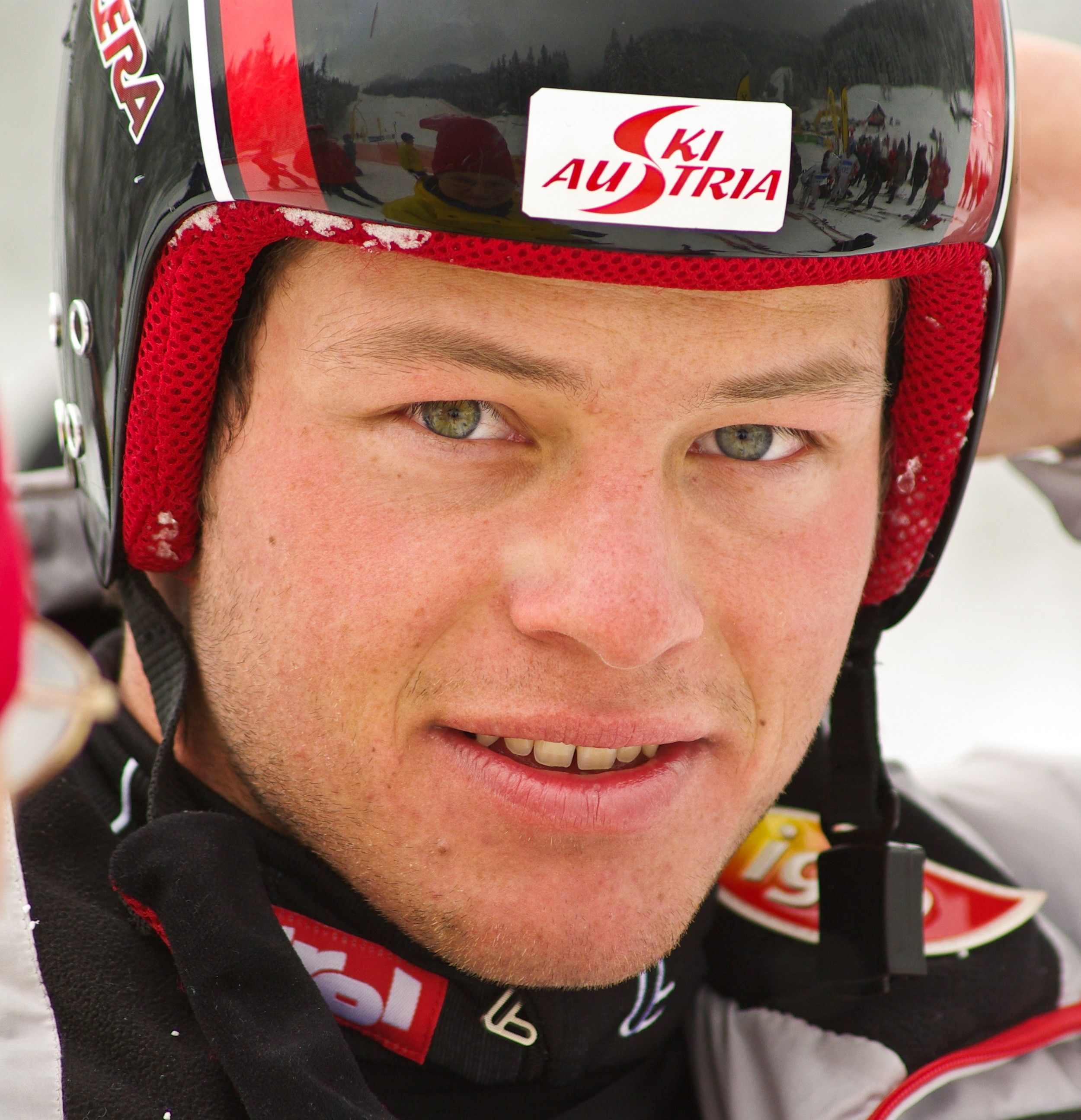
Bernhard Graf gewann im Riesenslalom seinen ersten Staatsmeistertitel.

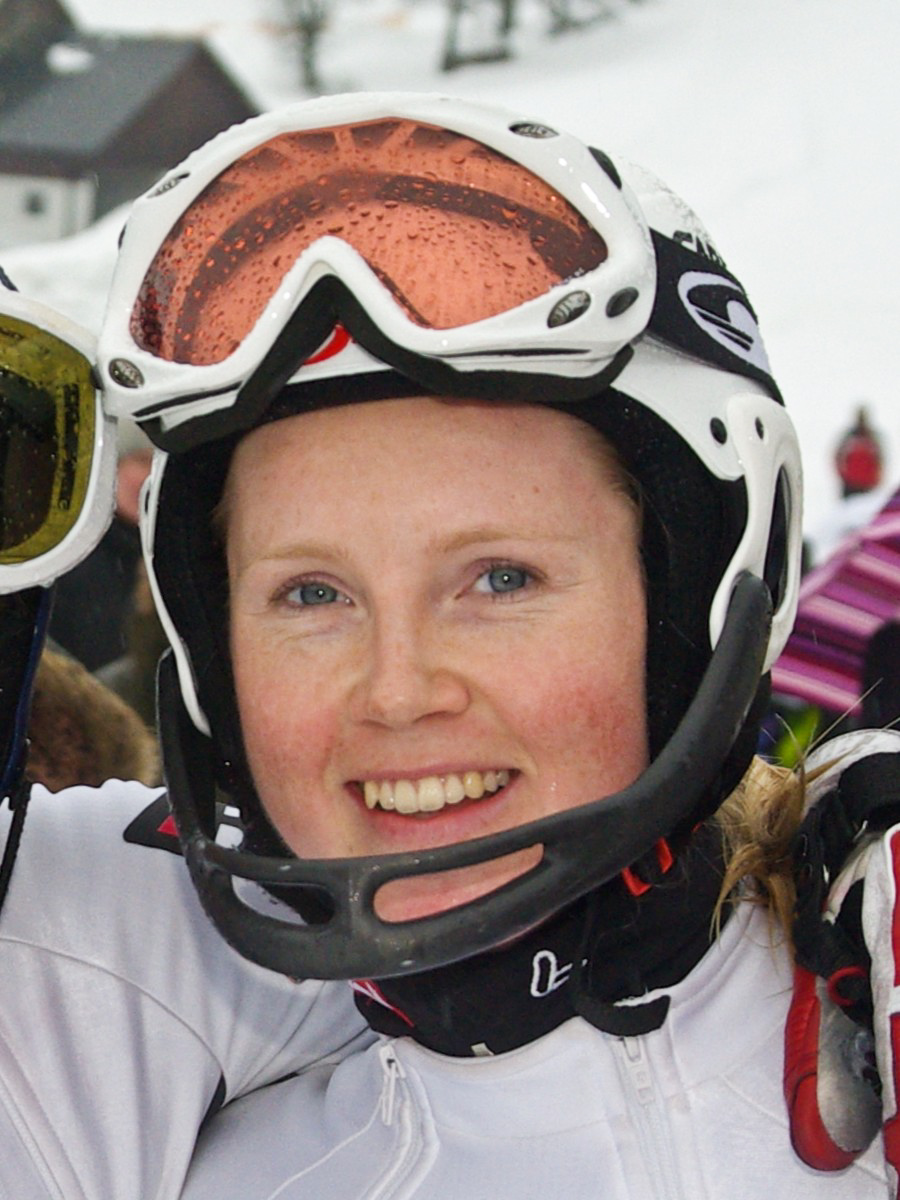
Alexandra Daum gewann im Slalom ihren ersten Staatsmeistertitel.

| Platz | Name                  | Zeit        |
| ----- | --------------------- | ----------- |
| 01    | Bernhard Graf         | 2:17,10 min |
| 02    | Manuel Feller         | 2:17,25 min |
| 03    | Michael Matt          | 2:17,38 min |
| 04    | Maarten Meiners (NED) | 2:17,55 min |
| 05    | Johannes Strolz       | 2:17,62 min |
| 06    | Martin Bischof        | 2:17,69 min |
| 07    | Daniel Meier          | 2:17,71 min |
| 08    | Niklas Köck           | 2:18,01 min |
| 09    | Sandro Jenal (SUI)    | 2:18,05 min |
| 10    | Marco Tumler (SUI)    | 2:18,53 min |

Datum: 21. März 2013

Ort: Jerzens

Tore 1. Lauf: 46, Tore 2. Lauf: 46

### Slalom
| Platz | Name                   | Zeit        |
| ----- | ---------------------- | ----------- |
| 01    | Ramon Zenhäusern (SUI) | 1:38,94 min |
| 02    | Dominik Stehle (GER)   | 1:39,94 min |
| 03    | Wolfgang Hörl          | 1:40,20 min |
| 04    | Michael Matt           | 1:40,23 min |
| 05    | Filip Trejbal (CZE)    | 1:40,25 min |
| 06    | Marco Schwarz          | 1:40,36 min |
| 07    | Dave Ryding (GBR)      | 1:40,45 min |
| 08    | Manuel Karelly         | 1:40,75 min |
| 09    | Linus Straßer (GER)    | 1:40,79 min |
| 10    | Martin Bischof         | 1:40,83 min |

Datum: 20. März 2008

Ort: Jerzens

### Kombination
Nicht ausgetragen.

## Damen

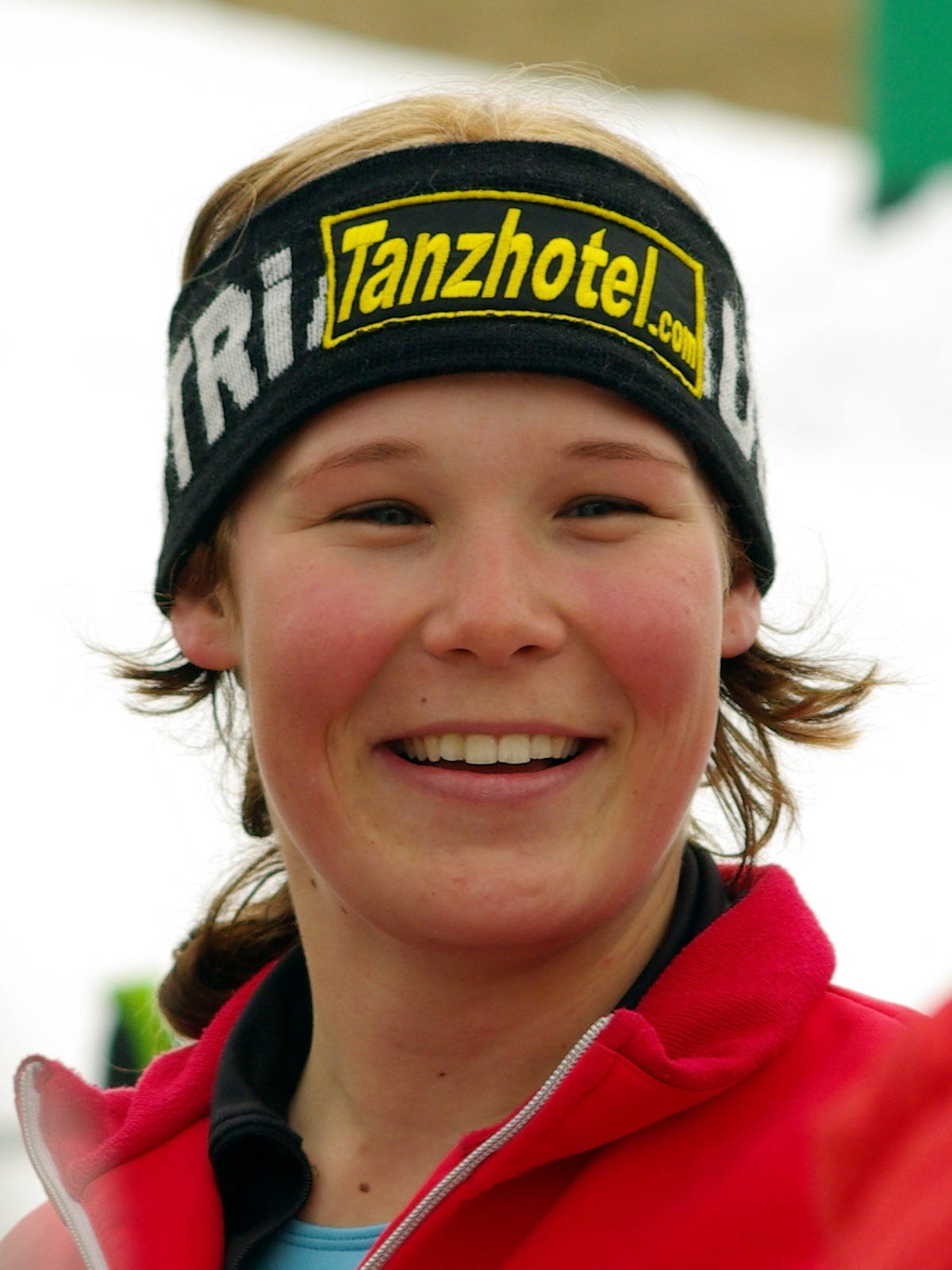
Stefanie Moser gewann in der Abfahrt ihren ersten Staatsmeistertitel.

### Abfahrt
| Platz | Name                   | Zeit        |
| ----- | ---------------------- | ----------- |
| 01    | Stefanie Moser         | 1:44,00 min |
| 02    | Tamara Tippler         | 1:45,01 min |
| 03    | Cornelia Hütter        | 1:45,16 min |
| 04    | Elisabeth Görgl        | 1:45,19 min |
| 05    | Ramona Siebenhofer     | 1:45,45 min |
| 06    | Camilla Borsotti (ITA) | 1:46,28 min |
| 07    | Stephanie Venier       | 1:46,30 min |
| 08    | Mirjam Puchner         | 1:46,42 min |
| 09    | Nicole Schmidhofer     | 1:46,75 min |
| 10    | Kerstin Nicolussi      | 1:47,07 min |

Datum: 7. April 2013

Ort: St. Leonhard im Pitztal

Piste: Pitztaler Gletscher

Tore: 38

### Super-G
| Platz | Name              | Zeit        |
| ----- | ----------------- | ----------- |
| 01    | Stephanie Venier  | 1:07,05 min |
| 02    | Cornelia Hütter   | 1:07,55 min |
| 03    | Elisabeth Görgl   | 1:07,58 min |
| 04    | Regina Sterz      | 1:07,92 min |
| 05    | Mirjam Puchner    | 1:08,34 min |
| 06    | Tamara Tippler    | 1:08,41 min |
| 07    | Lisa-Maria Zeller | 1:08,76 min |
| 08    | Christine Scheyer | 1:09,37 min |
| 09    | Kerstin Nicolussi | 1:09,57 min |
| 10    | Sabrina Maier     | 1:09,71 min |

Datum: 22. März 2013

Ort: Jerzens

Tore: 34

### Riesenslalom
| Platz | Name                 | Zeit        |
| ----- | -------------------- | ----------- |
| 01    | Tina Weirather (LIE) | 2:12,08 min |
| 02    | Eva-Maria Brem       | 2:12,28 min |
| 03    | Elisabeth Görgl      | 2:12,97 min |
| 04    | Nicole Hosp          | 2:13,19 min |
| 05    | Elisabeth Kappaurer  | 2:13,22 min |
| 06    | Jessica Depauli      | 2:13,38 min |
| 07    | Julia Dygruber       | 2:13,44 min |
| 08    | Simona Hösl (GER)    | 2:13,77 min |
| 09    | Ramona Siebenhofer   | 2:13,83 min |
| 10    | Stephanie Brunner    | 2:13,86 min |

Datum: 20. März 2013

Ort: Jerzens

Tore 1. Lauf: 46, Tore 2. Lauf: 46

### Slalom
| Platz | Name                | Zeit        |
| ----- | ------------------- | ----------- |
| 01    | Alexandra Daum      | 1:47,28 min |
| 02    | Carmen Thalmann     | 1:47,39 min |
| 03    | Monica Hübner (GER) | 1:47,88 min |
| 04    | Nicole Hosp         | 1:48,08 min |
| 05    | Jessica Depauli     | 1:48,25 min |
| 06    | Lisa-Maria Zeller   | 1:48,62 min |
| 07    | Stefanie Wopfner    | 1:49,09 min |
| 08    | Christina Ager      | 1:49,24 min |
| 09    | Stephanie Brunner   | 1:49,29 min |
| 10    | Ramona Siebenhofer  | 1:49,71 min |

Datum: 21. März 2013

Ort: Jerzens

Tore 1. Lauf: 60, Tore 2. Lauf: 60

### Kombination
Nicht ausgetragen.